# それゆけ洋七元気丸!
それゆけ洋七元気丸!（それゆけようしちげんきまる）はTBSラジオのラジオ番組。1990年4月10日から1991年3月29日まで放送。

## 概要
前番組『タケロー幸せ気分で』のパーソナリティを務めた森本毅郎が平日帯 朝ワイド番組『森本毅郎・スタンバイ!』に異動。新しい昼の顔に島田洋七を迎えて開始した番組。
商工業者、自営業者など、平日昼の時間帯にラジオを聴く事ができる人たちをリスナーの対象に笑いを狙った娯楽番組として、洋七は平日昼の時間帯では初めての関西弁を話すパーソナリティだった。第1回放送日の新聞ラジオ欄は当番組の開始を「出航」という言葉で表現した。
1990年10月のビデオリサーチによる聴取率調査では、当時の関東広域圏における裏番組の『いまに哲夫の歌謡パレードニッポン』（ニッポン放送、3.1%）、『吉田照美のやる気MANMAN!』（文化放送、2.9%）それぞれに僅差で迫る2.8%を記録した。

## レギュラー出演者
パーソナリティ
- 島田洋七

アシスタント
- 戸田信子（月 - 木曜）
- 白石まるみ（金曜）

その他
- 桂竹丸

## タイムテーブル
（出典：）
- 13:00　スタートダッシュだ 元気丸、TBSニュース、天気予報
- 13:15　いちにの元気丸
- 13:25　交通情報
- 13:30　こちら元気丸
- 13:45　聞かなきゃ損する お得な話 （1990年9月まで）→ 耳より家計クリニック （1990年10月から）
- 13:55　首都圏 交通情報
- 14:00　TBSニュース、天気予報
- 14:05　よろず相談 〜解決 元気丸〜
- 14:25　交通情報、ダイヤル119番
- 14:30　歌謡 元気丸
- 14:50　これ流行って元気丸 （1990年9月まで）→ 954東京パトロール （1990年10月から）、首都圏 交通情報
- 15:00　TBSニュース、天気予報
- 15:05　スーパークイズ ミュージックキャラバン
- 15:25　交通情報
- 15:30　小学生チャレンジ放送局
- 15:40　洋七ポスト 明日も元気丸
- 15:50　TBSニュース、天気予報、毎日タウン情報
- 15:55　エンディング

### 上記以外の主なコーナー
元気丸！ ダイエット トライアスロン
リスナー参加の企画。番組が実行を求めたダイエット法
1. 食事は腹八分目
2. 一日一回は汗を書くほどの運動を
3. 誰かに恋愛すること
4. 一定の期間の3分の2経過で当時の洋七の体重（73.6kg → 71kg）ほどの減量を達成

以上を実行するというもの。参加者 約1000人の9割が女性で特に40代、50代が多く、職場ごと参加したという人がいた。葉書で送られて来る参加者の経過報告を紹介、ゲストを随時 招いた。